# Engbjerg (Engbjerg Sogn)
 For alternative betydninger, se Engbjerg. (Se også artikler, som begynder med Engbjerg)
Engbjerg er et højdedrag og et ejerlav i Engbjerg Sogn, Lemvig Kommune i Nordvestjylland.
Engbjerg var i landsbyfællesskabets tid et af Danmarks mest udprægede enkeltgårdsområder. Engbjerg bestod i 1682 af blot 3 gårde med et samlet dyrket areal på 71,1 tønder land skyldsat til 15,35 tønder hartkorn. Driftsformen var indmark-udmarksbrug. Indmarken blev brugt i en uregemæssig rotation med sædskifte byg-byg-havre-havre efterfulgt af 4-5 års hvile. Udmarksjorden blev brugt til havre uden anden gødning end den, græssende dyr efterlod sig. Efter 2-3 års havre lå jorden til græsning i 7-10 år.